# Gawłów (Mazovie)
Pour les articles homonymes, voir Gawłów.
Gawłów [ˈɡavwuf] est un village polonais de la gmina de Sochaczew dans le powiat de Sochaczew et dans la voïvodie de Mazovie.
Il est situé approximativement à 3 kilomètres au nord de Sochaczew et à 50 kilomètres à l'ouest de Varsovie.
Le village a une population d'environ 2 000 habitants (2006).